# Phedina
Phedina es un pequeño género de aves paseriformes de la familia Hirundinidae. Posee dos especies: la golondrina de las Mascareñas (Phedina borbonica), que abarca dos subespecies —una oriunda de Madagascar y otra, de las islas Mascareñas— y la golondrina de Brazza (Phedina brazzae), que habita en la República Democrática del Congo, la República del Congo y el norte de Angola. El pariente más cercano de estas golondrinas es el avión de bandas (Riparia cincta), que tiene hábitos similares en cuanto a su forma de anidar y de trinar. Las dos especies dentro del género tienen las partes superiores de color marrón grisáceo y las inferiores, de un color más claro, con muchas manchas. Ambas especies tienen alas marrones, ojos marrones oscuro y pico y patas negras. Los individuos más jóvenes tienen manchas más difuminadas que los adultos en el pecho y bordes más claros en las plumas de la espalda y las alas. Se puede diferenciar al género de otras golondrinas con idénticos hábitos reproductivos y distribución geográfica en invierno, por las manchas en las partes superiores y la ausencia de una cola bifurcada. 
Estas golondrinas anidan en pequeños grupos. La especie de las Mascareñas construye un nido en forma de taza poco profunda con ramas y plantas ásperas, aunque la capa interior es más suave, mientras que la de Brazza acumula materiales suaves, como plumas o pasto seco y los coloca al final de un túnel de aproximadamente 50 cm sobre una ribera. Normalmente, esta última pone tres huevos, aunque los individuos de P. borbonica con hábitat en Madagascar y Mauricio ponen dos, y los que viven en Reunión ponen dos o tres. Como otras golondrinas, se alimentan de insectos voladores, que cazan en grupos conespecíficos o interespecíficos.
La golondrina de Brazza es víctima de la cacería. Ambas especies pueden sufrir de varios parásitos. Las poblaciones pueden disminuirse a causa de un clima inapropiado durante la época de apareamiento, pero estas no parecen ser amenazas serias. Las pequeñas islas en donde habita la subespecie de la golondrina de las Mascareñas, P. b. borbonica, son zonas de ciclones, que provocan un descenso grande pero temporal en las poblaciones de Mauricio y Reunión. Esta especie cuenta con protección legal, que varía según la jurisdicción; en Reunión no la poseen, a diferencia de Madagascar. La golondrina de Brazza, en cambio, no está protegida por ningún gobierno.

## Taxonomía
El biólogo francés Charles Lucien Bonaparte reagrupó el género Phedina en 1855 con el fin de reclasificar a la golondrina de las Mascareñas, en ese momento llamada Hirundo borbonica, que la consideró como lo suficientemente distinta de otras especies dentro de Hirundo como para tener un género propio. El otro miembro del género es P. brazzae, «la golondrina de Brazza», que el zoólogo francés Émile Oustalet estudió y clasificó por primera vez en 1886. El nombre del género deriva del griego phaiós, -a, ón (φαιός, ά, όν, lit. «pardo, gris») y del italiano rondine («golondrina»). El nombre específico «golondrina de las Mascareñas» hace referencia a la Isla de Bourbon (Reunión) y el de «golondrina de Brazza» hace referencia al explorador italo-francés Pierre Savorgnan de Brazza, gobernador general del Congo francés, quien se hizo cargo del tipo nomenclatural.
Las especies de Phedina son parte de la familia Hirundinidae y se clasifican en la subfamilia Hirundininae, que comprende todas las golondrinas y aviones excepto a los del género Pseudochelidon, muy distintos a los anteriores. Los estudios de filogenia sugieren que hay tres grupos dentro de Hirundininae, relacionados más que nada con la forma de hacer su nido. Estos grupos son las «golondrinas centrales», que incluye las especies que cavan para hacer el nido, como el avión zapador; los que «adoptan» el nido, como la golondrina bicolor, que aprovecha las cavidades naturales, y los que construyen su nido con barro, como la golondrina común. Según esta categorización, los miembros de Phedina se ubican en el primer grupo.
Se cree que el género Phedina es un descendiente del linaje principal de las golondrinas, aunque su plumaje con manchas sugiere una relación distante con muchas especies de Hirundo africanas que presentan dichas características. También se ha sugerido que la golondrina de Brazza debería ser reagrupada en un género propio, Phedinopsis, porque presenta diferencias significativas con respecto a su congénere en cuanto al trino y al tipo de nido. El pariente más cercano de Phedina es el avión de bandas (Riparia cincta), que parece no estar relacionado con los otros miembros de su género y sí es similar a la golondrina de Brazza en los puntos en los que difiere de P. borbonica. La medida aconsejada por la Association of European Rarities Committees es trasladar el avión de bandas a un género propio (Neophedina cincta) en vez de colocarlo en Phedina, dado que este avión es de mayor tamaño, su pico y fosas nasales tienen una forma diferente a estas golondrinas, además de que no anida en grupos.

## Descripción

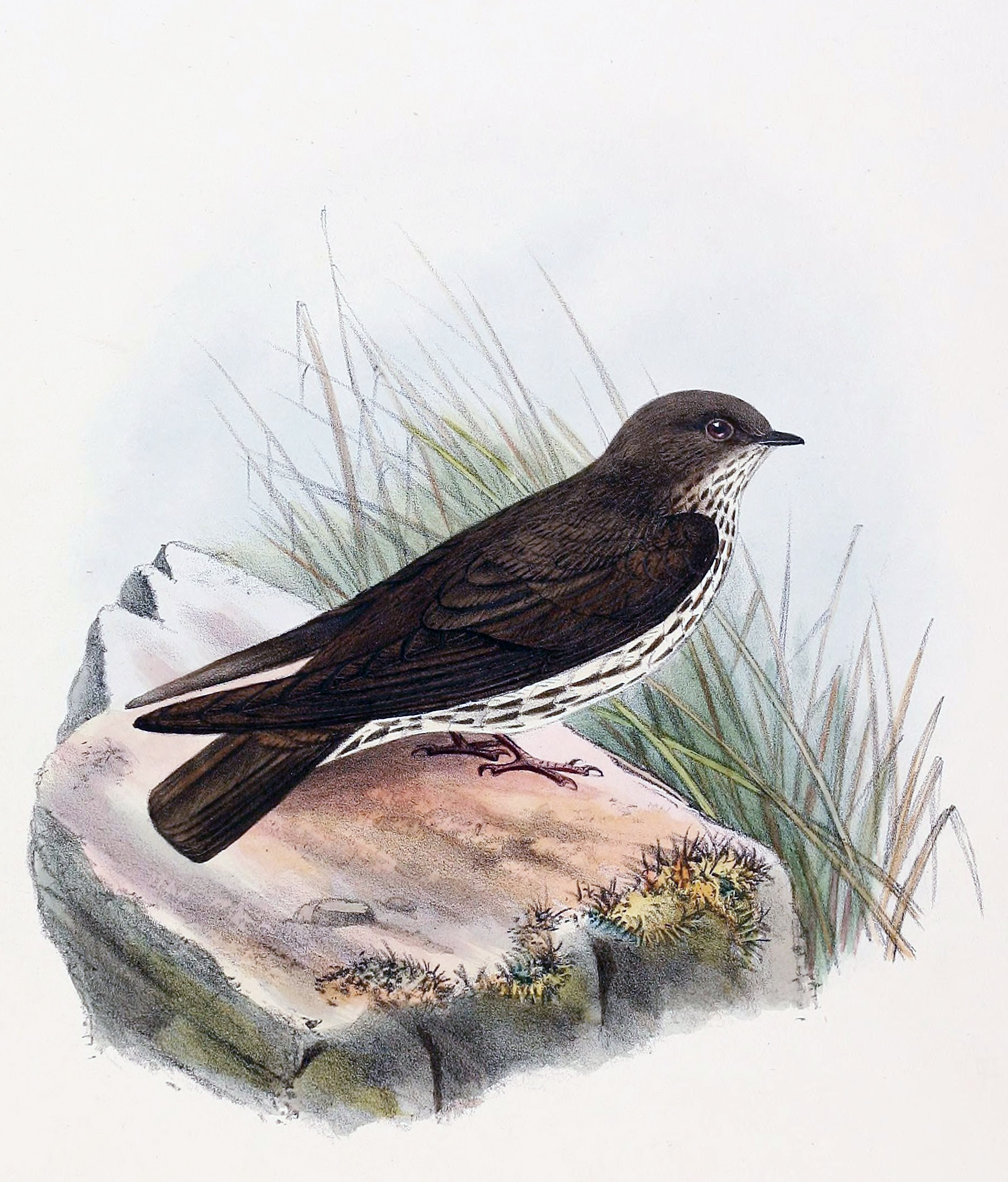
Grabado de Phedina brazzae de 1894.

Las dos golondrinas de Phedina tienen partes superiores de un tono gris amarronado y partes inferiores más claras y moteadas. Los individuos adultos de P. b. borbonica, la subespecie nominal, miden 15 cm de largo, tienen alas de 116,6 mm y pesan 23,9 g. Poseen una cola ligeramente bifurcada y sus alas son de un marrón casi negro. La subespecie de Madagascar tiene un plumaje más claro y un pico más largo que la nominal. Tiene más manchas en el pecho, pero solo líneas muy finas de color blanco en el bajo vientre y en la cola. Es mucho más pequeña que P. b. borbonica; mide de 12 a 14 cm de largo y pesa en promedio 20,6 g. La golondrina de Brazza mide 12 cm y tiene alas color marrón oscuro que en promedio miden 100,5 mm. Tiene además un tinte amarronado en el plumaje del pecho y una cola cuadrada. Ambas especies tienen ojos marrón oscuro, así como patas y pico de color negro. Los especímenes jóvenes tienen las manchas del pecho más difuminadas, así como puntas blancas y bordes color ante en las plumas de la espalda y en las alas.
Ambas especies se diferencian de otras golondrinas que poseen sus mismos hábitos de apareamiento o su distribución en invierno debido a las manchas de sus partes inferiores. Aunque la golondrina abisinia (Hirundo abyssinica) tiene partes superiores blancas y manchas oscuras, es más grande, tiene la cola pronunciadamente bifurcada y un plumaje muy diferente: posee partes superiores de color azul oscuro, los cuartos traseros rojos y la cabeza color castaño.
Las vocalizaciones de las dos golondrinas son muy diferentes. La golondrina de las Mascareñas trina siri-liri siri-liri durante su vuelo o cuando se posa; algunos de los cantos de las golondrinas cuando están posadas terminan en un glissando. También usan otros trinos durante el apareamiento o como muestra de agresión. Tienen una llamada de contacto que se puede representar con la onomatopeya chip y los pichones usan un gorjeo rápido cuando piden comida. Las aves que pasan el invierno en el continente de África normalmente son silenciosas. El canto de la golondrina de Brazza consiste en una serie de notas cada vez con mayor frecuencia, seguidas por un zumbido complejo que a veces finaliza con una serie de chasquidos. El gorjeo se vuelve más fuerte, aunque en general esos chasquidos son más suaves. Es similar al del avión de bandas y no al de P. borbonica, lo que sugiere problemas taxonómicos que no se han resuelto. Las aves de este género vuelan mucho e intercalan el aleteo con el planeo.

## Distribución y hábitat
Ambas especies habitan en el África subsahariana. La golondrina de las Mascareñas tiene una distribución para anidar limitada a Madagascar y a las islas Mascareñas. La subespecie nominal se localiza en las islas Mauricio y Reunión, mientras que P. b. madagascarensis lo hace en Madagascar. También lo hace en Pemba, donde se la ha visto en épocas de apareamiento, es decir, en primavera y verano. Su hábitat para aparearse puede ser cualquier sitio con lugares apropiados para construir el nido, como cornisas, edificios, túneles, cuevas o grietas entre las rocas. Esta golondrina puede ser hallada entre 200 y 500 m al este de Reunión y en las costas del sur y oeste de Mauricio. También habita en los acantilados internos de esta isla. P. b. borbonica también vive en esas dos islas, aunque se observan desplazamientos estacionales en dichas regiones; en cambio, la subespecie de Madagascar es migratoria y se traslada a terreno más bajo o al continente fuera de la temporada de reproducción. Normalmente, es poco frecuente verla en las costas de Mozambique, Zambia, Malaui y Pemba, y muy rara en Kenia y en Tanzania, aunque a veces grandes grupos pasan el invierno en Mozambique o Malaui. También ha sido vista en Comoras y otros lugares del océano Índico, como las islas Seychelles. Estos especímenes pudieron haber sido vagabundos llevados por los ciclones. Por su parte, la especie parece haber llegado hasta el territorio de Transvaal.
La distribución de la golondrina de Brazza ha sido poco estudiada, aunque se sabe que anida en el sur de la República Democrática del Congo, la República del Congo y el norte de Angola. Probablemente fue avistada en el sudeste de Gabón. En la temporada de reproducción, esta golondrina suele hallarse cerca de ríos con orillas elevadas, necesarias para construir el nido en los intersticios. Hay hábitats apropiados para esta especie en los ríos tropicales que pasan por las tierras bajas del Congo o en los que tienen orillas arenosas, como en las tierras altas de Angola. Los lugares más elevados poseen riberas llenas de vegetación y corren a través de bosques de miombo, mientras que la cuenca del Congo presenta un bosque tropical, con 200 cm de lluvia por año. Los hábitats de menor altitud son una combinación de tierras secas, que se inundan según las estaciones, tierras permanentemente inundadas y la sabana. Esta golondrina parece capaz de adaptarse a los hábitats abiertos de sabana en los que se da la presencia de Hymenocardia acida, en la que puede posarse, por lo que no depende tanto de los bosques circundantes, sino de la supervivencia de su nido siempre y cuando se encuentre cerca de un río.

## Comportamiento

### Reproducción

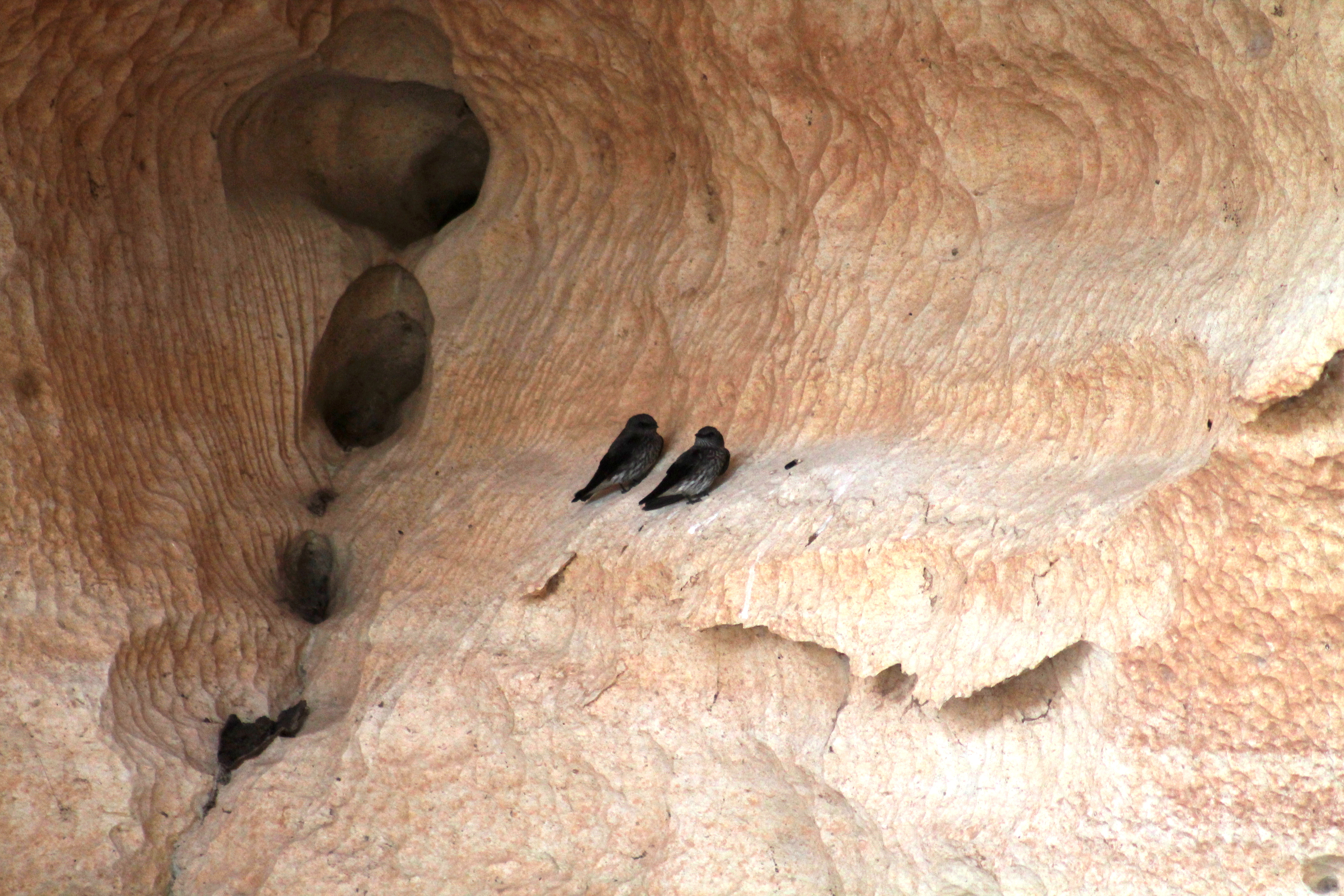
P. borbonica en su hábitat para anidar.

La golondrina de las Mascareñas se reproduce en la estación lluviosa —de agosto a noviembre en Madagascar y de septiembre a enero en Mauricio y Reunión—. La de Brazza anida de julio a octubre. Ambas especies suelen hacerlo en pequeños grupos, pero sus hábitos difieren notablemente. La primera lo construye con ramitas y plantas verdes, como casuarina (Casuarina equisetifolia) y pasto, junto a una suave capa de plumas y más hojas, un nido poco profundo y en forma de taza. Fabrican su nido en cualquier lugar suficientemente plano e inaccesible para los depredadores; los sitios elegidos pueden estar de 3 a 5 m por encima del agua. Utilzan salientes de loza o grietas escondidas en la tierra, en donde la golondrina de Brazza puede construir un pequeño refugio con materiales suaves como plumas y pasto seco, al final de un túnel de aproximadamente 50 cm sobre una ribera. En general, esta especie pone tres huevos, mientras que las golondrinas de las Mascareñas que habitan en Madagascar y en Mauricio ponen dos, aunque las de Reunión ponen tres.
Los huevos de P. borbonica son blancos con manchas marrones y miden 21,6 × 15 mm, con un peso de 2,5 g y son incubados únicamente por la hembra. Los huevos blancos de la golondrina de Brazza miden 18,5 × 112,5 mm y pesan 1,5 g. Se desconocen los tiempos exactos de incubación y emplumecimiento de las dos especies, aunque para todos los hirundínidos los polluelos nacen altriciales, es decir, sin plumas y ciegos.

### Alimentación
Al igual que otras golondrinas, este género se alimenta de insectos voladores, a los que cazan en grupos monoespecíficos o junto con otros aviones o gorriones. Se alimentan en tierras bajas o en hábitats variados y bosques. Las presas de la golondrina de las Mascareñas incluyen escarabeidos, elatéridos y otros coleópteros, así como hemípteros y hormigas voladoras,  mientras que la golondrina de Brazza se alimenta de termitas. Al este de África, la golondrina de Brazza utiliza las áreas deforestadas o convertidas en zona de agricultura para cazar.

## Depredadores y parásitos
No se conocen parásitos o depredadores que ataquen a la golondrina de Brazza, pero la de las Mascareñas suele hostigar al cernícalo de Mauricio (Falco punctatus), lo que hace pensar que lo percibe como un depredador potencial. Además, aloja diversos parásitos. En Mauricio, suelen estar infectadas con un tripanosoma endémico, Trypanosoma phedinae, aunque se desconoce si es patógeno. Los parásitos protozoarios del género Haemoproteus también se han hallado en la golondrina de las Mascareñas en Mauricio, aunque en el torrente sanguíneo de un espécimen de Madagascar no se encontró ningún parásito. En una golondrina de Madagascar se descubrió una nueva especie de Hippoboscidae, Ornithomya cecropis, y otro espécimen de dicha isla alojaba el ácaro Mesalges hirsutus, más común en los loros.

## Estado de conservación

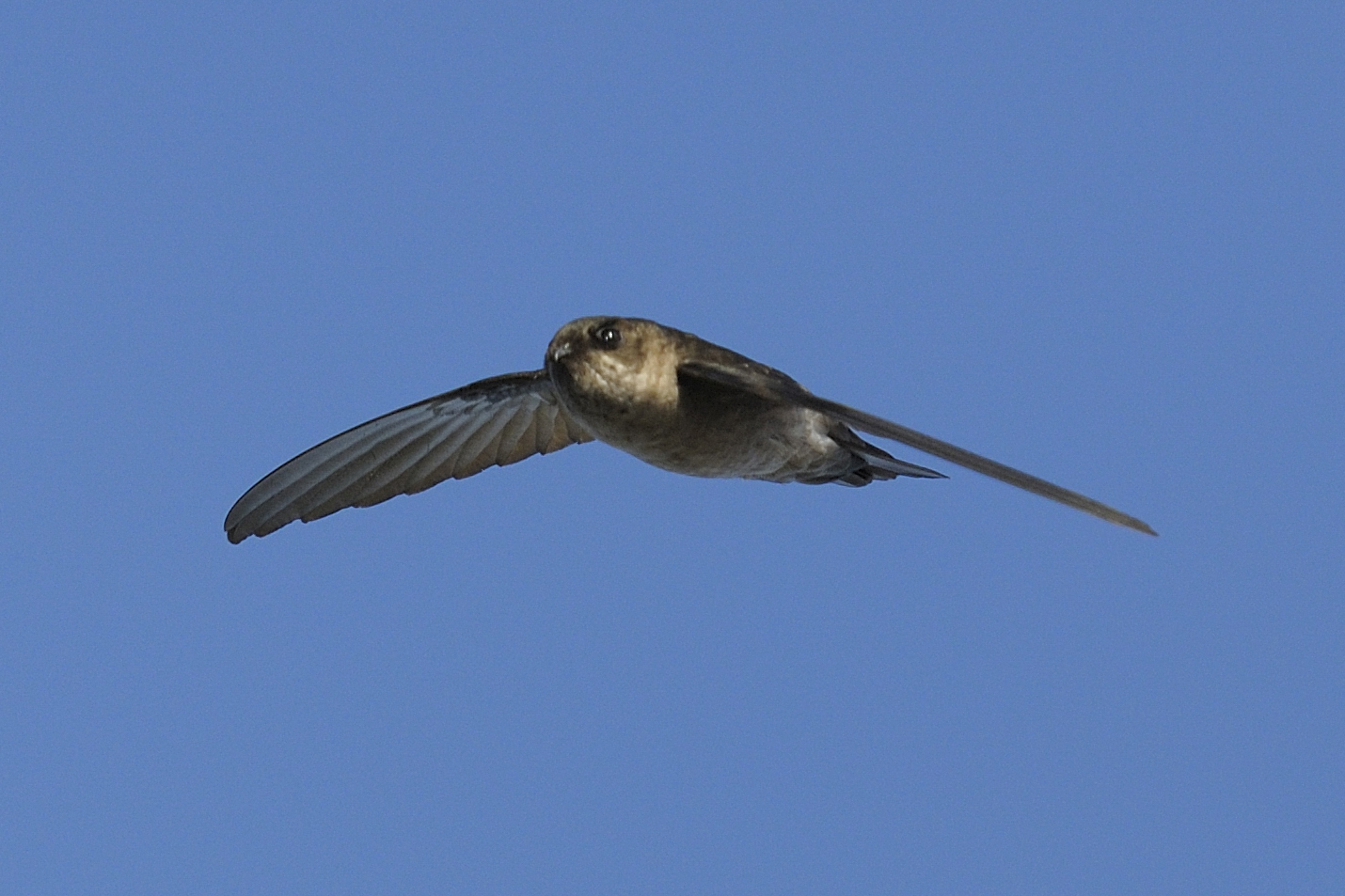
La golondrina de las Mascareñas, junto con la salangana de las Mascareñas (Aerodramus francicus, en la imagen), es de las menos vulnerables a la actividad del hombre en su hábitat.

Hasta 2008, la golondrina de Brazza estaba clasificada como especie con datos insuficientes porque las investigaciones ornitológicas de esa parte de África habían sido poco exhaustivas, pero una monografía de 2007 demostró que su área de distribución se había expandido 500 km hacia el norte y 175 km hacia el sur, es decir, cuatro veces su rango original. Su área de distribución abarca 402 000 km², aunque se desconoce el total al que asciende la población, que aparentemente es estable. Esto hace que esté clasificada como especie bajo preocupación menor en la Lista Roja de la UICN. Es probable que los huevos de esta especie sean buscados como comida por el hombre, pero sus pequeñas y dispersas colonias en suelo firme sugieren que es un objetivo menos provechoso que los nidos de otras especies como el avión ribereño africano (Pseudochelidon eurystomina) o el abejaruco de Malimba (Merops malimbicus).
El área en la que anida la golondrina de las Mascareñas se restringe a tres islas. Madagascar tiene una superficie de 592 800 km² y Reunión, 2512 km². Aunque tenga una distribución limitada, esta ave tiene una gran población en Mauricio y en Reunión, y es común en Madagascar. Se desconoce el número exacto de su población, pero excede el umbral de vulnerabilidad de 10 000 individuos maduros y se cree que es estable. Esta golondrina también está clasificada como especie bajo preocupación menor en la Lista Roja de la UICN.
Las dos especies se ven afectadas por el tiempo inadecuado. Las colonias de P. brazzae que anidan en las riberas arenosas son más susceptibles de verse inundadas, pero esto no parece tener un impacto serio y por ende, la especie no está directamente amenazada. De hecho, su costumbre de utilizar hábitats por debajo del suelo ayuda a su supervivencia. Los ciclones tropicales representan una amenaza para la golondrina de las Mascareñas, particularmente para la subespecie nominal, que habitan pequeñas islas. Las poblaciones de Mauricio y Reunión se vieron severamente afectadas por un ciclón de seis días en febrero de 1861 y tardaron varios años en recuperarse, pero en 1900 la especie se volvió común y local. En 1973-1974 había entre 200 y 400 parejas en Reunión y entre 70 y 75 en Mauricio. Otros ciclones más recientes, como el de 1980, parece no haber dañado tanto a estas aves. Varias especies desaparecieron de las islas Mascareñas desde la colonización humana en el siglo XVII, pero esta golondrina y la salangana de las Mascareñas (Aerodramus francicus) habitan en todas las islas mayores y son menos vulnerables a la actividad del hombre, especialmente debido a que pueden utilizar las casas para anidar.
La golondrina de Brazza no es una especie protegida en Angola, en la República Democrática del Congo ni en el Congo. En Mauricio, la golondrina de las Mascareñas está legalmente clasificada como «especie sobre la que se darán penas aún mayores», aunque en Madagascar y los países del continente africano no le concedieron medidas especiales fuera de la legislación general para proteger a las aves. Reunión es un territorio de ultramar perteneciente a Francia, pero la Directiva de Aves no se aplica fuera de Europa, por lo que no hay protección efectiva en la isla, pese a la posibilidad de que la agricultura y otros proyectos de la Unión Europea puedan estar afectando a las aves y a sus hábitats.